# Élisabeth Revolová
Élisabeth Revolová (* 29. dubna 1979 Crest, Francie; nepřechýleně Élisabeth Revol) je francouzská horolezkyně.
S lezením začala v devatenácti letech. V roce 2008 vylezla sólově bez použití kyslíkových přístrojů během 16 dnů na tři osmitisícovky – Broad Peak, Gašerbrum I a Gašerbrum II. Roku 2009 se spolu s Martinem Minaříkem pokoušela vystoupit na Annapurnu, ale kvůli nepříznivému počasí nedosáhli vrcholu (Minařík zde zahynul). Počínaje rokem 2013 se soustředila na zimní výstup na Nanga Parbat. Roku 2017 vystoupila na Lhoce. V lednu 2018 se jí podařilo spolu s Tomaszem Mackiewiczem vystoupit v zimě na Nanga Parbat. Mackiewicz při sestupu zahynul.